# سلفادور غارمنديا
سلفادور غارمنديا (بالإسبانية: Salvador Garmendia) (11 يونيو 1928، باركيسيميتو في فنزويلا - 13 مايو 2001، كاراكاس في فنزويلا)؛ كاتب سيناريو، كاتب للأطفال، كاتب، كاتب العمود وروائي فنزويلي.

## الجوائز
- زمالة غوغنهايم

## روابط خارجية
- سلفادور غارمنديا على موقع IMDb (الإنجليزية)
- سلفادور غارمنديا على موقع قاعدة بيانات الفيلم (الإنجليزية)